# San Cristóbal (Madrid)
San Cristóbal de los Ángeles es un barrio de la ciudad de Madrid, ubicado en el extremo sur del distrito de Villaverde. Cuenta con una población de 16 675 habitantes en 2022, de los cuales cerca del 36 % eran inmigrantes, siendo uno de los barrios de Madrid con mayor porcentaje.
El barrio ha estado históricamente aislado, al ser un rectángulo limitado al norte y este por el ferrocarril, al sur por el antiguo Parque de Automovilismo del Ejército de Tierra y al oeste por la antigua carretera de Andalucía (A-4), actualmente avenida de Andalucía. En 2017, un 25% de las viviendas del barrio estaban desocupadas.
Hoy en día es uno de los barrios mejor comunicados por medio de diferentes transportes.

## Transportes y distancias
Situado a unos 10 kilómetros de la Puerta del Sol y a tan solo 4 del cerro de los Ángeles.

### Autobuses
| Línea | Terminales                         |
| ----- | ---------------------------------- |
| 59    | Estación de Atocha – San Cristóbal |
| 79    | Legazpi – Villaverde Alto          |
| N13   | Cibeles – San Cristóbal            |

### Metro
Estación de San Cristóbal (línea 3), que permite a sus habitantes llegar a Sol (centro de la ciudad) en 20 minutos.

### Ferrocarril
Renfe Cercanías Madrid (estación de San Cristóbal de los Ángeles) que tarda 11 minutos en llegar a Atocha y 14 minutos a Sol.

### Carretera
Salida a la avenida de Andalucía, con salidas próximas a la M30, M40, M45, M50.

## Historia
El barrio se construye a finales de los años cincuenta sobre un antiguo tejar del siglo XIX. En sus primeros momentos, combina viviendas de trabajadores (de la EMT, de la RENFE), un poblado dirigido de realojo de vecinos expulsados de otras zonas de Madrid por operaciones urbanísticas, viviendas de obra social... sus vecinos eran de Madrid centro así como procedentes de Andalucía y Extremadura. 
La mayoría de las viviendas se conciben como viviendas provisionales que, sin embargo, se harán permanentes en el tiempo. Este hecho, unido a una inadecuada cimentación sobre terreno arcilloso, ha provocado un grave deterioro de las viviendas, que hacen de éste un problema que ha atravesado toda la historia del barrio.
Con el paso de los años, San Cristóbal se ha ido enfrentando a distintos cambios, entre los que destacan los asociados a los procesos de reconversión de los años ochenta y los problemas que ésta trajo consigo: el desempleo. 

## Educación
En el barrio están situados diversos centros educativos:
Dos escuelas infantiles: 
- Escuela Infantil Los Pinos
- Escuela Infantil La Luna

Cuatro colegios públicos:
- Centro de Educación Infantil y Primaria Azorín
- Centro de Educación Infantil y Primaria Navas de Tolosa
- Centro de Educación Infantil y Primaria Ramón Gómez de la Serna
- Centro de Educación Infantil y Primaria Sagunto

Un centro público de educación secundaria bilingüe:
- IES San Cristóbal de los Ángeles

## Sanidad
En el barrio se encuentran situados el centro de salud San Cristóbal y el hospital de día Villaverde.
El Hospital 12 de Octubre a diez minutos.

## Tejido social
Actualmente, existen diferentes organizaciones que están trabajando en el barrio
- Asociación vecinal La Unidad de San Cristóbal
- Cáritas de las parroquias de San Cristóbal
- Júnior San Cristóbal

- Creando Futuro
- Educación cultura y Solidaridad
- Sk Bars
- Casa San Cristóbal
- Centro cultural
- Dos centros de mayores
- CINESIA: Centro de Innovación vecinal y desarrollo

## Inmigración
El barrio ha sido tradicionalmente receptor de inmigración interior (Extremadura, Andalucía, Murcia y Castilla-La Mancha) durante la década de los sesenta.
San Cristóbal de Los Ángeles ha sido desde finales de los años 90, uno de los barrios con mayor nivel de inmigración de todo Madrid, con alrededor de un 40 % de inmigración, convirtiéndose en 2006 en el barrio madrileño con mayor porcentaje de inmigrantes, con un 42 % de población censada, según datos del propio Ayuntamiento.

## Lugares de ocio e interés
El símbolo oficioso del barrio es La Chimenea, perteneciente a un antiguo tejar del siglo XIX y que se conserva coronada por un nido de cigüeñas. Aquí estuvo asentada la fábrica de ladrillos Norah.
El parque de la Dehesa Boyal, uno de los más grandes del distrito, está formado básicamente por pinos y cipreses. Cuenta con zonas de ocio y recreo para los más pequeños y un circuito de jogging. En el centro posee un gran estanque con fuente y permite pasar un rato agradable simplemente disfrutando de su calma. 
También cuenta con un polideportivo municipal, el centro deportivo municipal Raúl González Blanco, con piscinas y canchas polivalentes, que permiten practicar una gran cantidad de deportes, con un elevado número de usuarios.
Además el barrio cuenta con un campo de fútbol donde juega el equipo de fútbol que lo representa, el C.D. San Cristóbal de los Ángeles.

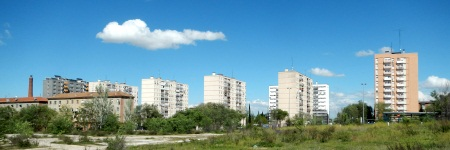
Edificios.
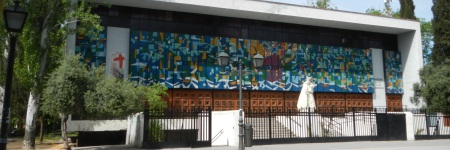
La parroquia Nuestra Señora de los Desamparados.